# Peter Vilby
Peter Vilby es un deportista danés que compitió en vela en las clases Laser y Finn.
Ganó dos medallas en el Campeonato Europeo de Laser, oro en 1982 y plata en 1981. También obtuvo tres medallas en el Campeonato Europeo de Finn entre los años 1984 y 1987

## Palmarés internacional
| Campeonato Europeo | Campeonato Europeo | Campeonato Europeo | Campeonato Europeo |
| Año                | Lugar              | Medalla            | Clase              |
| ------------------ | ------------------ | ------------------ | ------------------ |
| 1981               | Carnac (Francia)   | Medalla de plata   | Laser              |
| 1982               | Glyfada (Grecia)   | Medalla de oro     | Laser              |

| Campeonato Europeo | Campeonato Europeo     | Campeonato Europeo | Campeonato Europeo |
| Año                | Lugar                  | Medalla            | Clase              |
| ------------------ | ---------------------- | ------------------ | ------------------ |
| 1984               | Władysławowo (Polonia) | Medalla de plata   | Finn               |
| 1985               | Atenas (Grecia)        | Medalla de bronce  | Finn               |
| 1987               | Rungsted (Dinamarca)   | Medalla de plata   | Finn               |